# المزاد الدولي لمزارع إنتاج الصقور
المزاد الدولي لمزارع إنتاج الصقور حدث سنوي يقام في نادي بلدة مَلْهَم شمال مدينة الرياض عاصمة المملكة العربية السعودية في مقر نادي الصقور السعودي وبتنظيمهم، ويهدف المزاد لتوفير أفضل سلالات الصقور للصقارين في المملكة ودول المنطقة عبر استقطاب أفضل مزارع تربية وإنتاج الصقور من أنحاء العالم، وجذب أفضل التجارب العالمية في مجال إنتاج الصقور للمملكة، وإيجاد فرص أعمال جديدة، وتوفير منصة موثوقة لأندر سلالات الصقور الحائزة على بطولات دولية، لتكون وجهة دولية لمزارع إنتاج الصقور العالمية، وفتح مجالات جديدة للاستثمار، وربطها بجميع الصقارين المحترفين، إضافة إلى تعزيز هواية الصيد بالصقور محلياً بالتعاون مع الجهات الحكومية، ويقدم المزاد تسهيلات خاصة للتخليص الجمركي المحلي ونقل الصقور من المطار إلى العرض ثم التسويق والشراء، ويعد الأضخم من نوعه في مجال الصقارة، وقد تأسس سنة 2021م.

## نُسخ المزاد
أقيم مزاد محلّي يسبق تأسيس المزاد الدولي، في أكتوبر 2020م، خاص بصقور الطرح المحلي ونجح بعد أن تجاوزت مبيعاته 10 ملايين ريال لقاء 102 صقر طُرحت في مختلف مناطق المملكة، وشهدت تنافساً قوياً للظفر بها، وحقق المزاد رقماً قياسياً من خلال بيع أغلى صقر شاهين في العالم، إذ بلغت قيمته 650 ألف ريال، وبعد نجاحه بسنة تقريبا أقيم المزاد الدولي لأول مرة.

### نسخة 2021م
هي أول نسخة للمزاد الدولي وأقيمت من 5 أغسطس حتى 5 سبتمبر، وقد سجّلت صفقة هي الأعلى في تاريخه حتى الآن، إذ بيع صقر من إنتاج مزرعة "باسيفيك نورث ويست فالكونز" الأمريكية بقيمة بلغت 1.75 مليون ريال سعودي.

### نسخة 2022م
هي النسخة الثانية للمزاد الدولي، أُقيمت من 25 أغسطس إلى 3 سبتمبر لمدة عشرة أيام، وقد شهدت مشاركة أكثر من 40 مزرعة رائدة من 17 دولة، وسجّل في ليلته الأولى حصيلة مبيعات بلغت 88 ألف ريال، لقاء ثلاثة صقور لمزرعة "بي إم فالكون"، بِيع الصقر الأول بمبلغ 22 ألف ريال، فيما بيع الصقر الثاني بمبلغ 25 ألف ريال، وجاء ختام الليلة الأولى مع الصقر الثالث وبيعه بمبلغ 41 ألف ريال.

### نسخة 2023م
هي النسخة الثالثة وأقيمت من 5 أغسطس إلى 25 أغسطس، وحقق فيها المزاد نموًا بنسبة تجتاز 218% مقارنة بالنسخة التي سبقته، إذ بيع 642 صقرًا بإجمالي مبيعات تجاوز 8 ملايين ريال، وسط مشاركة 39 مزرعة من 16 دولة أبرزها الولايات المتحدة، وألمانيا، وإسبانيا، وبريطانيا، والنمسا، بالإضافة إلى المزارع المحلية.

### نسخة 2024م
النسخة الرابعة المقامة من 5 أغسطس حتى 24 أغسطس، وسجّل مبيعات تجاوزت 10 ملايين ريال، تم خلالها بيع 872 صقرًا، بمشاركة 56 مزرعة إنتاج رائدة من 19 دولة، كما شهد المزاد بيع أغلى صقر من مزارع إنتاج عالمية من نوع مثلوث جير فرخ (ألترا وايت) من مزرعة "باسيفيك نورث ويست فالكونز" بالولايات المتحدة الأمريكية بمبلغ 400 ألف ريال.

### نسخة 2025م
يُقام من 5 أغسطس حتى 25 أغسطس.